# RedTube
RedTube — англомовний порносайт. За статистичною інформацією сайту alexa.com, RedTube належить до двох сотень найвідвідуваніших сайтів світу. Сайт базується в Х'юстоні, штат Техас, і має сервери в Сан-Франциско і Нью-Орлеані.